# Ponton (skała)

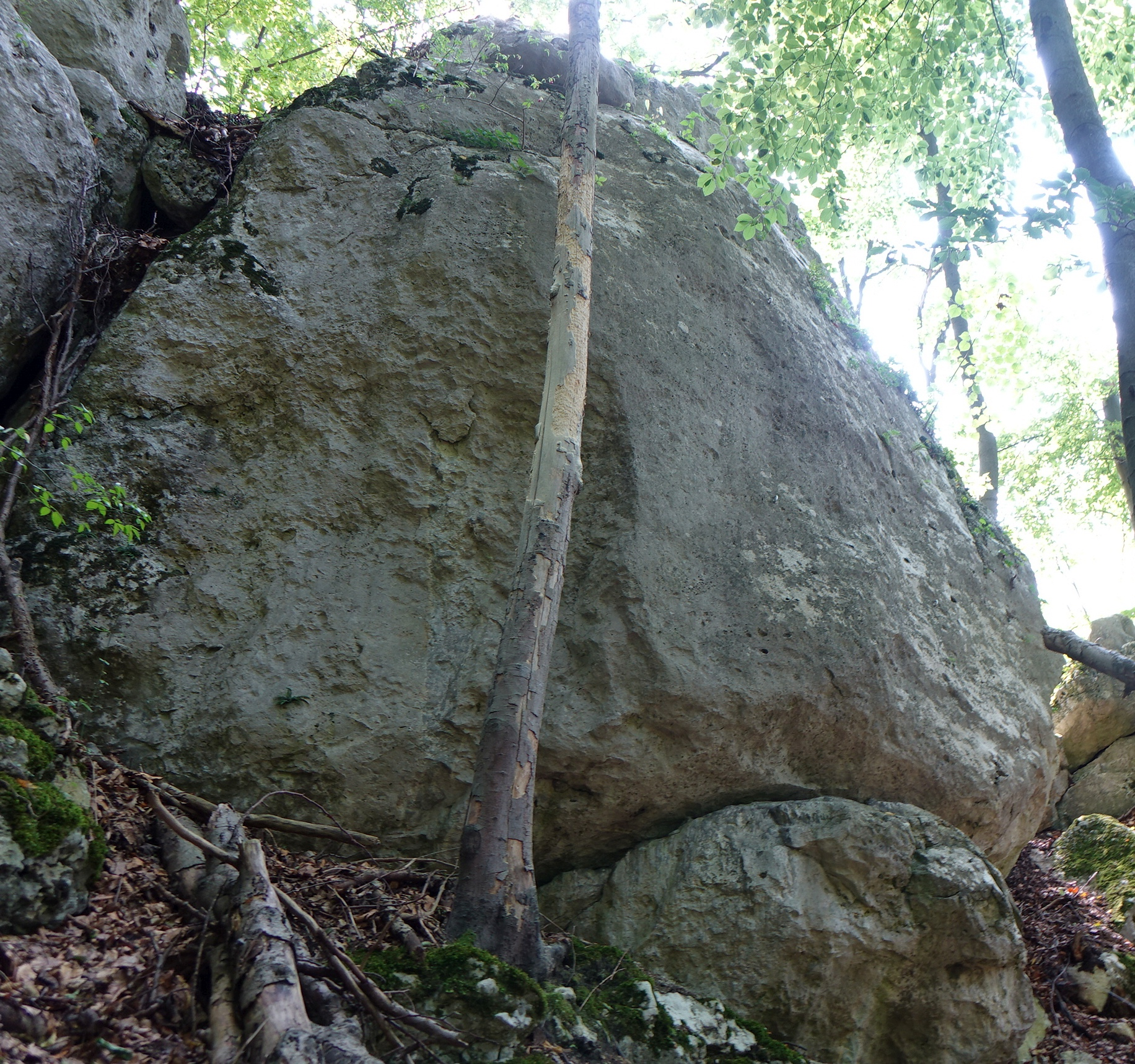

Ponton – skała w Górach Sokolich w obrębie miejscowości Olsztyn w województwie śląskim, w powiecie częstochowskim, w gminie Olsztyn. Znajduje się na grzbiecie Sokolej Góry, na Wyżynie Mirowsko-Olsztyńskiej będącej częścią Jury Krakowsko-Częstochowskiej.
Ponton to zbudowana z wapieni skała o wysokości 8 m. Znajduje się w lesie, w obrębie rezerwatu przyrody Sokole Góry, w niewielkiej odległości na północ od skały Boniek. Na jej pionowej ścianie w 2005 r. poprowadzono dwie drogi wspinaczkowe o trudności od VI.2 do VI.3 w skali polskiej. Mają zamontowane punkty asekuracyjne: ringi (r) i ring zjazdowy (rz). Obecnie wspinaczka skalna na tej skale jest zakazana.
- Superponton; VI.1+, 2r + rz
- Ponton; VI.1, 2r + rz[2].